# Всеукраїнська Національна Рада (1920—1921)
Всеукраїнська Національна Рада (ВУНР) 1920—1921
Створена 1920 року у Кам'янці на Поділлі.
Знаходилася у опозиції до Симона Петлюри.
Виступала за союз із Францією та Польщею.
З лютого 1921 року заступником голови ВУНР був Олександр Греків.
Після того, як Рада визнала належність Галичини до Польщі, у ній виникла криза, і вона припинила своє існування.